# Highway 61 Revisited
Highway 61 Revisited — шостий студійний альбом Боба Ділана, виданий 30 серпня 1965 року лейблом Columbia Records. Записувавши до тих пір головним чином акустичну музику, Ділан використовував рок-музикантів як свій гурт на кожній композиції альбому, за винятком заключної 11-хвилинної балади «Desolation Row». Критики зосередилися на інноваційному шляху, яким Ділан об'єднав драйвову, засновану на блюзі музику з тонкістю поезії, щоб створити пісні, які захопили політичний і культурний хаос сучасної Америки. Майкл Грей стверджував, що у важливому сенсі 1960-ті «почалися» з цього альбому.
Лідируючи з хіт-синглом «Like a Rolling Stone», альбом включає пісні, які Ділан продовжував виконувати протягом своєї довгої кар'єри, включаючи «Ballad of a Thin Man» і «Highway 61 Revisited». Він назвав альбом на честь найбільшого американського шосе, яке з'єднало його рідне місто Дулут, Міннесота до південних міст, знаменитих своєю музичною спадщиною, включаючи Сент-Луїс, Мемфіс, Новий Орлеан і область дельта-блюзу Міссісіпі.
Highway 61 Revisited досяг третьої позиції в чартах США і четвертої у Великій Британії. Альбом зайняв четверте місце в списку «500 найкращих альбомів усіх часів» журналу Rolling Stone. «Like a Rolling Stone» стала хітом Топ 10 в декількох країнах і посіла перше місце в «500 найкращих пісень усіх часів» Rolling Stone. Дві інші пісні, «Desolation Row» і «Highway 61 Revisited», в цьому ж списку посіли 187 і 373 місця, відповідно.

## Звукозаписні сесії

### Підґрунтя
В травні 1965 року Ділан повернувся зі свого турне по Англії відчуваючи себе втомленим і незадоволеним своїм матеріалом. Він сказав журналісту Нету Хентоффу: «Я збирався залишити спів. Я був дуже виснажений».
В результаті своєї незадоволеності Ділан написав 20 сторінок вірша, який він пізніше назвав «довгим шматком блювоти». Він зменшив його до пісні з чотирма строфами і приспівом — «Like a Rolling Stone». Він сказав Хентоффу, що створення і запис пісні змило його невдоволення і відновило його ентузіазм до створення музики. Описуючи досвід Роберту Хілберну у 2004 році, майже 40 років по тому, Ділан сказав:
Highway 61 Revisited був записаний у двох блоках сесій запису, які відбулися у студії А Columbia Records, розташованій в центрі Манхеттена. Перший блок, 15 червня і 16 червня, було вироблено Томом Вілсоном і призвело до створення синглу «Like a Rolling Stone». 25 липня Ділан виконав свій спірний електричний сет на фолк-фестивалі у Ньюпорті, де деякі з натовпу освистали його виступ. Через чотири дні після Ньюпорта, Ділан повернувся в студію звукозапису. З 29 липня по 4 серпня він і його гурт закінчили запис Highway 61 Revisited, але під наглядом нового продюсера, Боба Джонстона.

### Звукозаписні сесії 15-16 червня
Том Вілсон був продюсером початкових записних сесій Highway 61 Revisited 15-16 червня 1965 року. Склад гурту Ділана: Боббі Грегг (барабани), Джо Мачо молодший (бас-гітара), Пол Гріффін (фортепіано) і Френк Овенс (гітара). Як соло-гітариста співак найняв Майка Блумфілда з Paul Butterfield Blues Band. Музиканти почали запис 15 червня із запису швидкої версії «It Takes a Lot to Laugh, It Takes a Train to Cry» і пісні «Sitting on a Barbed Wire Fence», яка була виключена з альбому. Ділан і його гурт в наступному спробували записати «Like a Rolling Stone»; на цій ранній стадії фортепіано Ділана було домінуючим в розмірі 3/4. «Barbed Wire Fence», швидка версія «It Takes a Lot to Laugh» і ранній дубль «Like a Rolling Stone» зрештою були видані на бокс-сеті The Bootleg Series Volumes 1-3 (Rare & Unreleased) 1961—1991.
Музиканти повернулися в студію наступного дня, присвятивши майже всю сесію запису «Like a Rolling Stone». Присутнім на цій сесії був молодий музикант Ель Купер, якого запросив Вільсон спостерігати, але який хотів грати на сесії. Четвертий дубль зрештою було відібрано як майстер, але Ділан і гурт зробили запис ще одинадцяти дублів.

## Список композицій
Автор музики і слів Боб Ділан. 
| Перша сторона | Перша сторона                                      | Перша сторона |
| #             | Назва                                              | Тривалість    |
| ------------- | -------------------------------------------------- | ------------- |
| 1.            | «Like a Rolling Stone»                             | 6:13          |
| 2.            | «Tombstone Blues»                                  | 6:00          |
| 3.            | «It Takes a Lot to Laugh, It Takes a Train to Cry» | 4:09          |
| 4.            | «From a Buick 6»                                   | 3:19          |
| 5.            | «Ballad of a Thin Man»                             | 5:58          |

| Друга сторона | Друга сторона                 | Друга сторона |
| #             | Назва                         | Тривалість    |
| ------------- | ----------------------------- | ------------- |
| 6.            | «Queen Jane Approximately»    | 5:31          |
| 7.            | «Highway 61 Revisited»        | 3:30          |
| 8.            | «Just Like Tom Thumb's Blues» | 5:32          |
| 9.            | «Desolation Row»              | 11:21         |